# Marie-Eve Paget
Pour les articles homonymes, voir Paget.
Marie-Ève Paget est une joueuse française de basket-ball, née le 28 novembre 1994 à Annecy (Haute-Savoie).

## Biographie

### En club
Formée à Annecy puis Challes-les-Eaux, elle passe trois ans à Nice où elle est championne de Ligue 2 et MVP du Final Four en 2015.
En février 2014, elle est nommée aux Victoires du sport niçois.
Le 18 mai 2015, elle signe un contrat de deux ans avec l'Union féminine Angers Basket 49.
Après une saison 2016-2017 à 5,1 points et 2,7 passes décisives de moyenne dans un club qui finit relégué en Ligue 2, elle signe aux Flammes Carolo où elle devra seconder Amel Bouderra.
En avril 2019, elle signe pour deux ans avec Basket Landes. En avril 2020, sa présence dans les Landes pour une deuxième saison est confirmée.
Le 15 mai 2021, elle est championne de France LFB avec son équipe de Basket Landes, dont elle devient la capitaine lors de la saison 2021-2022.
Le 23 avril 2022 elle remporte avec Basket Landes dont elle est capitaine, la finale de la Coupe de France à Paris-Bercy, contre Bourges, sur le score de 91-88 après deux prolongations, un suspense sans nom, un match sans fléchir de bout en bout, soutenue par plus de 1000 supporters landais chauffés à blanc. 

### En sélection nationale
Elle fait partie en 2017 de l’équipe de France A′ qui remporte les Jeux de la Francophonie.
En juin 2018, elle est sélectionnée dans l'équipe de France 3x3 qui dispute et finit troisième du championnat du monde organisé du 8 au 12 juin à Manille et obtient une médaille de bronze en 2019.
En mai 2021, elle est membre de l'équipe de France à trois qui se qualifie pour le tournoi olympique de Tokyo.
En septembre de la même année, elle mène l’équipe de France à trois sur la troisième marche du podium de la coupe d’Europe 2021, terminant sur le plan individuel dans l’équipe idéale du tournoi .
Afin de pallier l’absence pour blessure d’Alix Duchet, Marie-Eve Paget est appelée pour la première fois en novembre 2021 en équipe de France sénior 5×5 afin de prendre part au stage préparatoire en vue des qualifications à l’Euro 2023.
Elle honore sa première sélection à Kiev le 11 novembre 2021 lors de la défaite contre l’Ukraine (90-71), où, titulaire, elle inscrit 8 points.

### Études et professorat
Titulaire en 2015 d’une licence STAPS Éducation motricité à l’Université Nice-Sophia-Antipolis et en 2017 d’un master MEEDF à l'ESPÉ de Nantes, Marie-Ève Paget obtient le certificat d'aptitude au professorat d'éducation physique et sportive en 2016. Lors de l’année scolaire 2016-2017, elle est professeure stagiaire dans un lycée professionnel d’Angers.
Depuis, elle est en disponibilité de l’Éducation nationale afin de pouvoir poursuivre sa carrière professionnelle de joueuse de basket-ball.

## Palmarès

### Club
- Championne de France de Ligue féminine 2 en 2015
- Championne de France Espoirs LFB en 2012
- Championne de France 2021[16]
- Vainqueur de la Coupe de France : 2022[17], 2023[18]

### Équipes nationales

#### À cinq
- Championne d’Europe des moins de 20 ans en 2014
- Médaillée d’argent au championnat du monde des moins de 19 ans en 2013
- Médaillée de bronze au championnat d’Europe des 16 ans et moins en 2010
- Médaille d'or des Jeux de la Francophonie 2017

#### À trois
- Championne du monde 3x3 Universitaire en 2014
- Médaille d'or au championnat d’Europe 2018 de basket-ball à trois [19]
- Médaille de bronze au championnat du monde 2018 de basket-ball à trois[20]
- Médaille de bronze au championnat du monde 2019 de basket-ball à trois[10]
- Médaille d'or au championnat d’Europe 2019 de basket-ball à trois[21]
- Médaille de bronze à la coupe d’Europe 2021 de basket-ball à trois
- Médaille d'or à la Coupe du monde de basket-ball 3×3 2022 de basket-ball à trois[22]
- Médaille d’argent à la Coupe du monde de basket-ball 3×3 2023

## Récompenses individuelles
- Désignée dans l’équipe-type du tournoi de la coupe d’Europe 2021 de basket-ball à trois.